# Hacksaw Ridge
Hacksaw Ridge is een Australisch-Amerikaanse oorlogsfilm uit 2016 die geregisseerd werd door Mel Gibson. Het scenario, dat geschreven werd door Andrew Knight en Robert Schenkkan, werd gebaseerd op het leven van de militaire verpleger (medic) Desmond Doss. De hoofdrollen worden vertolkt door Andrew Garfield, Sam Worthington, Luke Bracey, Teresa Palmer en Hugo Weaving.

## Verhaal
Desmond T. Doss groeit op in een dorpje aan de Blue Ridge Mountains in Virginia. In zijn jeugd komt hij meermaals in contact met geweld. Zo probeert hij zijn moeder te beschermen van zijn vader, die een agressieve dronkaard is. Op een dag raakt hij verwikkeld in een gevecht met zijn eigen broer. Hij haalt uit met een steen, waarna hij verteerd wordt door droefheid.
Als jongeman besluit Desmond om zijn land te dienen tijdens de Tweede Wereldoorlog. Hij wordt gedreven door patriottisme, maar evenzeer door pacifisme. Desmond is een Zevendedagsadventist die in zijn eigen familie al genoeg geweld gezien heeft. Hij wil zijn land dienen als hospik. Tijdens zijn militaire opleiding weigert hij dan ook om een wapen te dragen.
Zijn vaderlandsliefde en pacifisme zorgen voor een tegenstrijdigheid die tijdens zijn opleiding niet geaccepteerd wordt door zijn medesoldaten en officieren. Hij wordt beschouwd als een lafaard en uitgelachen om zijn gebrekkige fysiek. Het Amerikaans leger dreigt om de dienstweigeraar voor de krijgsraad te slepen.
Uiteindelijk mag Desmond toch deelnemen aan de oorlog. In 1945 belandt hij in de Slag om Okinawa. Op het Japanse eiland is hij betrokken bij de strijd om Hacksaw Ridge, een gebied dat bovenaan een steile klif ligt. Desmond werpt zich op als een echte held. Als hospik zet hij meermaals zijn eigen leven op het spel om zijn medesoldaten te verzorgen of van morfine te voorzien. Uiteindelijk vindt hij ook een manier om zijn landgenoten uit de gevarenzone te loodsen. In totaal wist hij zo'n 75 gewonden in veiligheid te brengen. Bij zijn tweede aanvalsgolf raakt hij zelf gewond. Desmond Doss is zo de eerste en een van de weinige soldaten uit ongewapende dienst die de hoogste militaire onderscheiding krijgen.
De film eindigt met archiefbeelden van de echte Desmond T. Doss.

## Rolverdeling
| - Andrew Garfield als Desmond Doss ("Preacher") - Vince Vaughn als Sergeant Howell - Sam Worthington als captain Jack Glover - Luke Bracey als Smitty Ryker - Hugo Weaving als Tom Doss, Doss' vader - Ryan Corr als Lieutenant Manville - Teresa Palmer als Dorothy Schutte, Doss' vrouw - Rachel Griffiths als Bertha Doss, Doss' moeder - Richard Roxburgh als Colonel Stelzer | - Luke Pegler als Milt "Hollywood" Zane - Richard Pyros als Randall "Teacher" Fuller - Ben Mingay als Grease Nolan - Firass Dirani als Vito Rinnelli - Damien Thomlinson als Ralph Morgan - Matt Nable als Lt. Colonel Cooney - Robert Morgan als Colonel Sangston - Nathaniel Buzolic als Harold "Hal" Doss, Doss' broer |

## Prijzen en nominaties
| Jaar | Prijs                    | Categorie                 | Genomineerde(n)                                             | Resultaat   |
| ---- | ------------------------ | ------------------------- | ----------------------------------------------------------- | ----------- |
| 2017 | Academy Awards           | Beste film                | Beste film                                                  | Genomineerd |
| 2017 | Academy Awards           | Beste geluid              | Kevin O'Connell, Andy Wright, Robert Mackenzie, Peter Grace | Gewonnen    |
| 2017 | Academy Awards           | Beste montage             | John Gilbert                                                | Gewonnen    |
| 2017 | Golden Globes            | Beste film                | Beste film                                                  | Genomineerd |
| 2017 | Golden Globes            | Beste acteur              | Andrew Garfield                                             | Genomineerd |
| 2017 | Golden Globes            | Beste regisseur           | Mel Gibson, Andrew Garfield                                 | Genomineerd |
| 2016 | National Board of Review | Top 10 films van het jaar | Top 10 films van het jaar                                   | Gewonnen    |
| 2016 | American Film Institute  | Top 10 films van het jaar | Top 10 films van het jaar                                   | Gewonnen    |

## Productie
Verschillende producenten hebben geprobeerd om het levensverhaal van Desmond T. Doss te verfilmen, waaronder oorlogsheld Audie Murphy en Hal B. Wallis. Producenten David Permut en Bill Mechanic hebben meer dan tien jaar geprobeerd om het project rond te krijgen. Mechanic verkocht de rechten eerst door aan Walden Media, maar die studio wilde de oorlogsscènes PG-13 houden, waardoor geïnteresseerde filmmakers afhaakten. Uiteindelijk kocht Mechanic de rechten terug.
In november 2014 werd aangekondigd dat Mel Gibson de film zou regisseren en Andrew Garfield de hoofdrol zou vertolken. Mechanic was in de jaren 1990 de CEO van Fox Filmed Entertainment geweest, de studio die in 1995 via divisie 20th Century Fox Gibsons Oscarwinnende film Braveheart had uitgebracht. Hacksaw Ridge werd Gibsons eerste film als regisseur sinds Apocalypto (2006).
De opnames voor de film gingen op 29 september 2015 van start en duurden 105 dagen. De productie was gevestigd in de Fox Studios in Sydney. De opnames vonden plaats in New South Wales, waar Gibson een groot deel van zijn jeugd had doorgebracht.
Hacksaw Ridge ging op 4 september 2016 in première op het filmfestival van Venetië, waar de film na afloop een 10 minuten durende staande ovatie kreeg.

## Muziek
De soundtrack van de film is gecomponeerd en gearrangeerd door Rupert Gregson-Williams en is opgenomen in de Abbey Road Studios in Londen met een orkest van 70 muzikanten en 36 leden van een koor.